# Tiflovia stellalpestris
Tiflovia stellalpestris är en loppart som beskrevs av Hamilton Paul Traub 1977. Tiflovia stellalpestris ingår i släktet Tiflovia och familjen Stivaliidae. Inga underarter finns listade i Catalogue of Life.